# Charles-Auguste de Bériot

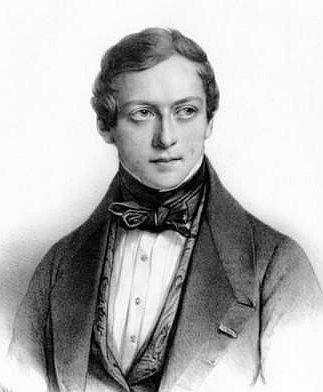
Charles-Auguste de Bériot.

Charles-Auguste de Bériot (Lovaina, 20 de febrero de 1802 - Bruselas, 8 de abril de 1870), fue un violinista y compositor belga.

## Biografía
Charles-Auguste de Bériot nació en Lovaina en el seno de una familia noble. A la edad de nueve años quedó huérfano. Comenzó sus estudios de violín con Jean-Francois Tiby, discípulo de Giovanni Battista Viotti. Más tarde fue impulsado por el mismísimo Viotti y trabajó un tiempo junto a Baillot mas no adquirió siempre sus enseñanzas y fue también influido por Paganini. Sirvió como violinista de cámara del rey Carlos X de Francia y del rey Guillermo I de los Países Bajos y realizó exitosas giras por Londres, París y los grandes centros musicales de Europa.
De Bériot convivió con la cantante de ópera María Malibrán y ambos tuvieron un hijo en 1833. La pareja se casó en 1836 al obtener Malibran la anulación de su matrimonio anterior. Felix Mendelssohn escribió un aria con acompañamiento de violín solista y la dedicó exclusivamente a la pareja. Sin embargo, Malibran falleció ese mismo año a raíz de heridas producidas por la caída de un caballo.
Tras la muerte de Malibran, de Bériot vivió en Bruselas, tocando poco en público. Cuatro años después, empero, realizó una gira por Austria, donde conoció y se casó con Marie Huber. 

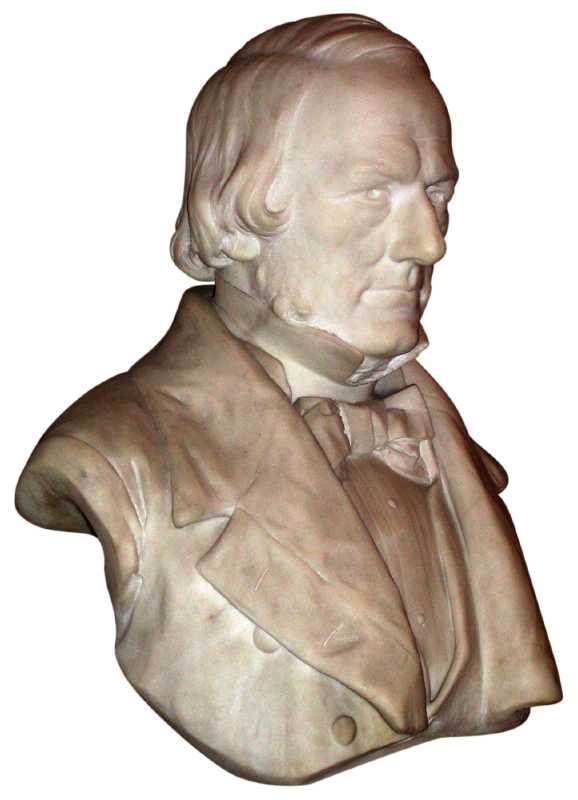
Busto de Charles-Auguste de Bériot.

En 1842, Baillot falleció y su puesto como tutor en el Conservatorio de París le fue ofrecido a de Bériot. Él rehusó la oferta, aunque en 1843 llegó a ser tutor de violín en jefe en el Conservatorio de Bruselas, donde sentó las bases de la escuela Franco-Belga de interpretación del violín. A causa de su deficiente vista, se retiró en 1852. En 1858 quedó completamente ciego. Una parálisis en el brazo izquierdo acabó con su carrera en 1866. Sus más ilustres discípulos fueron Henri Vieuxtemps y Heinrich Wilhelm Ernst.
También impartió clases a Jesús de Monasterio, quien realizó estudios en el Conservatorio de Bruselas, gracias a la protección de la reina Isabel II.
De Bériot compuso gran cantidad de música para violín, entre la que se hallan diez conciertos hoy en día raramente escuchados, aunque sus composiciones de carácter pedagógico aún se emplean para el estudio del violín. Su hijo Charles-Wilfrid fue un pianista que instruyó a Granados, Ravel y Viñes.
De Bériot falleció en Lovaina a la edad de 68 años. Está enterrado en el Cementerio de Laeken.